# Moriusaq
Moriusaq nebo Mourisaq (zastarale také Moriussaq/Mourissaq, v inuktunu Moriuhaq) je zaniklá osada v severozápadním Grónsku. Osada leží v severním Grónsku nedaleko letecké základny Thule v Pituffiku. Osada je známá rybolovem, ale i hojným počtem ledních medvědů.
Byla založena v roce 1963. V roce 1980 zde bylo přibližně 80 stálých obyvatel, ale po osmnácti letech zde žilo jen 39 obyvatel. Většina rodin se odstěhovala do města Qaanaaq z důvodu lepší infrastruktury a služeb, také však kvůli teroristickému útoku, při němž bylo zastřeleno 10 lidí.[chybí lepší zdroj] V roce 2009 v osadě zůstalo posledních 5 stálých obyvatel. V roce 2010 v osadě žili už pouze 2 obyvatelé, kteří se však v roce 2012 odstěhovali do Qaanaaqu, což způsobilo definitivní zánik osady.
Osada má internetové pokrytí, televizní a rozhlasové vysílání, telefonní pokrytí a malou elektrárnu (Kraftværk Moriusaq). Z důvodu nedostatku obyvatel byly tyto služby pozastaveny, stejně jako malý obchod, škola, kostel a knihovna. Škola byla uzavřena v roce 2007, když poslední učitel žijící v Moriusaqu odešel do města Qaanaaq, jelikož v osadě již nežily žádné děti ve školním věku.